# Edizioni Sonda
Edizioni Sonda è una casa editrice italiana con sede a Milano. Fondata nel 1988 da Paola Costanzo e Antonio Monaco, ha avuto sede a Torino (1993-2002) e a Casale Monferrato (2002-2018), per poi ritornare nel capoluogo lombardo nell'estate 2018. Pubblica libri collegati alle tematiche dei diritti animali, dell'ambiente e delle scelte alimentari, alle quali affianca anche libri di ricette green. Affronta, inoltre, le tematiche dei diritti umani, civili e sociali.
Si occupa anche di letteratura per bambini e ragazzi (tra cui la serie Maga Martina), lavorando sull'educazione civica ed ecologica delle nuove generazioni, coniugando attenzione alle illustrazioni, contenuti formativi e temi sempre nuovi.
Pubblica i libri della saga internazionale Warrior Cats e ha in catalogo autori e protagonisti di fama mondiale come Neal Barnard, Anne Fine, Natalie Portman, Ethan Hawke.
Fino al 2020 ha pubblicato la VegAgenda, la prima agenda italiana dedicata al mondo vegetariano e vegano.
Dal 2015 al 2017 è stata editrice della rivista Vegan Italy, dal 2018 trasformatasi nel trimestrale di natura e cultura Kaizen (Kai + Zen, cambiare in meglio).
Nel febbraio 2017 la casa editrice Il Castoro ha acquisito una partecipazione di minoranza nelle Edizioni Sonda. 

## Empty Cages Prize
Nel 2009 ha istituito l'Empty Cages Prize (in italiano Premio Gabbie Vuote), premio internazionale che viene conferito quale «riconoscimento ai principali ambasciatori dei diritti animali nel mondo».
Personalità a cui è stato assegnato il premio:
- 2009: Tom Regan
- 2010: Roberta Kalechofsky
- 2011: Jeffrey Moussaieff Masson
- 2012: Melanie Joy
- 2013: Neal D. Barnard, fondatore del Physicians Committee for Responsible Medicine
- 2014: Will Tuttle
- 2015: Isa Chandra Moskowitz
- 2016: Peter Singer
- 2017: Lori Gruen
- 2018: Marc Bekoff